# Saylorville (Iowa)
Saylorville es un lugar designado por el censo ubicado en el condado de Polk en el estado estadounidense de Iowa. En el Censo de 2010 tenía una población de 3301 habitantes y una densidad poblacional de 181,12 personas por km².

## Geografía
Saylorville se encuentra ubicado en las coordenadas 41°40′52″N 93°37′40″O / 41.68111, -93.62778. Según la Oficina del Censo de los Estados Unidos, Saylorville tiene una superficie total de 18.23 km², de la cual 18.23 km² corresponden a tierra firme y (0%) 0 km² es agua.

## Demografía
Según el censo de 2010, había 3301 personas residiendo en Saylorville. La densidad de población era de 181,12 hab./km². De los 3301 habitantes, Saylorville estaba compuesto por el 97.3% blancos, el 0.91% eran afroamericanos, el 0.18% eran amerindios, el 0.94% eran asiáticos, el 0.03% eran isleños del Pacífico, el 0.18% eran de otras razas y el 0.45% pertenecían a dos o más razas. Del total de la población el 1.39% eran hispanos o latinos de cualquier raza.